# Bourg-Achard
Bourg-Achard är en kommun i departementet Eure i regionen Normandie i norra Frankrike. Kommunen ligger i kantonen Routot som tillhör arrondissementet Bernay. År 2022 hade Bourg-Achard 4 029 invånare.

## Befolkningsutveckling
Antalet invånare i kommunen Bourg-Achard
Referens:INSEE